# Leoforos Vasilissis Sofias

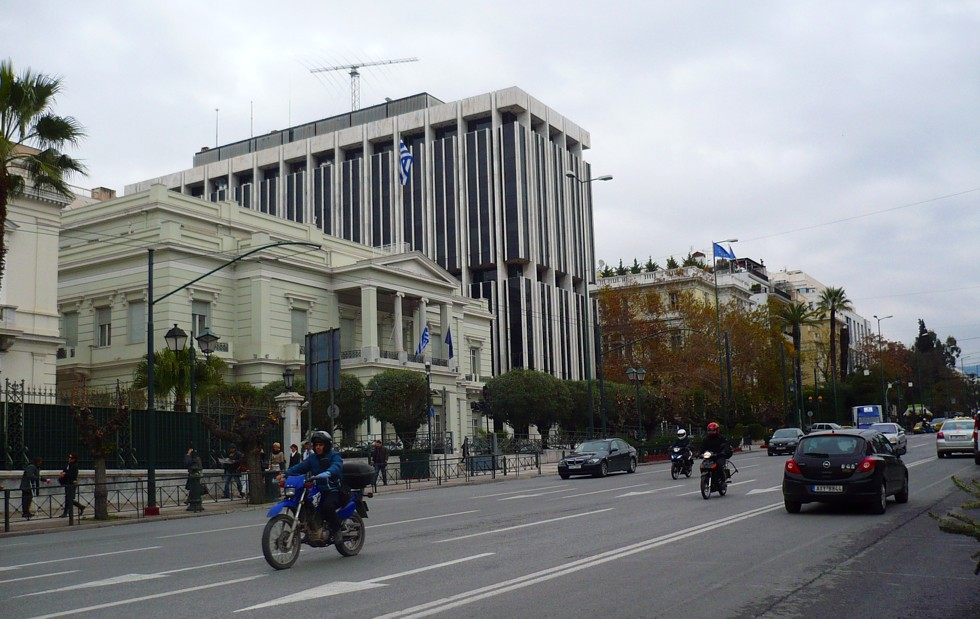
Leoforos Vasilissis Sofias

Die Leoforos Vasilissis Sofias (griechisch Λεωφόρος Βασιλίσσης Σοφίας, Λεωφόρος Κηφισίας ‚Avenue der Konigin Sofia‘ früher Leoforos Kifisias Λεωφόρος Κηφισίας) ist eine der größten Alleen im Zentrum von Athen. Sie ist eine der teuersten Straßen Athens und eine der Grenzen des Kolonaki-Viertels. Die Avenue beginnt am Syntagma-Platz und verläuft nach Norden in Richtung Kifisia, woher sie ihren alten Namen „Leoforos Kifisias“ erhielt.
Heute befinden sich viele bedeutende Gebäude und eine ganze Reihe von Botschaften an der Straße. Sie ist auch Teilstück der Ethniki Odos 1 und der Ethniki Odos 54 (E.O Attikis).

## Geschichte
Am 1. März 1932 wurde der Abschnitt der Straße vom Syntagma-Platz bis zum Viertel Ambelokipi zu Ehren von Königin Sophia umbenannt. Der weitere Verlauf der Straße behielt seinen Namen bei. Anfang des 20. Jahrhunderts wurde die Straße asphaltiert und Oberleitungsbusse und Straßenbahn-Linien wurden gebaut. Es entstanden Gebäude im neoklassizistischen Stil. Nach dem Ersten Weltkrieg sowie nach dem Griechischen Bürgerkrieg entstanden moderne, bis zu 10-geschossige Gebäude.

## Geographie
Die Straße beginnt auf der Nordseite des Griechischen Parlaments an der Nordostecke des Syntagma-Platzes. Dort bestehen Verbindungen zu Odos Vasileos Georgiou A, Odos Eleftheriou Venizelou, und Leoforos Vasilissas Amalias. Sie verläuft von da nach Osten, entlang der Nordseite des Nationalgartens (Ethnikos Kipos). An der Platia Pavlou Mela, wo die Odos Irodotou und Odos Rigillis (Οδός Ρηγίλλης) einmünden, knickt sie leicht nach Nordosten und verläuft weiter auf der Nordseite des Byzantinischen und Christlichen Museums. Dann wird sie mehrspurig und verläuft weiter zwischen dem Parko Rizari (Πάρκο Ριζάρη) und dem Parko Evangelismou (Πάρκο Ευαγγελισμού). An deren Ende vereint sich die Leoforos Vasileos Konstandinou an der Platia megalis tou Genous Scholis (Πλατεία Μεγάλης του Γένους Σχολής) und der Platia Evangelikis Scholis Smyrnis (Πλατεία Ευαγγελικής Σχολής Σμύρνης) mit ihr. Nach einer Strecke von nur etwa 2,8 km wechselt der Name zu Leoforos Kifisias.
Von der Straße aus gibt es Zugang zum Kronprinzenpalais und der Villa Maximos, dem Sitz des Ministerpräsidenten.

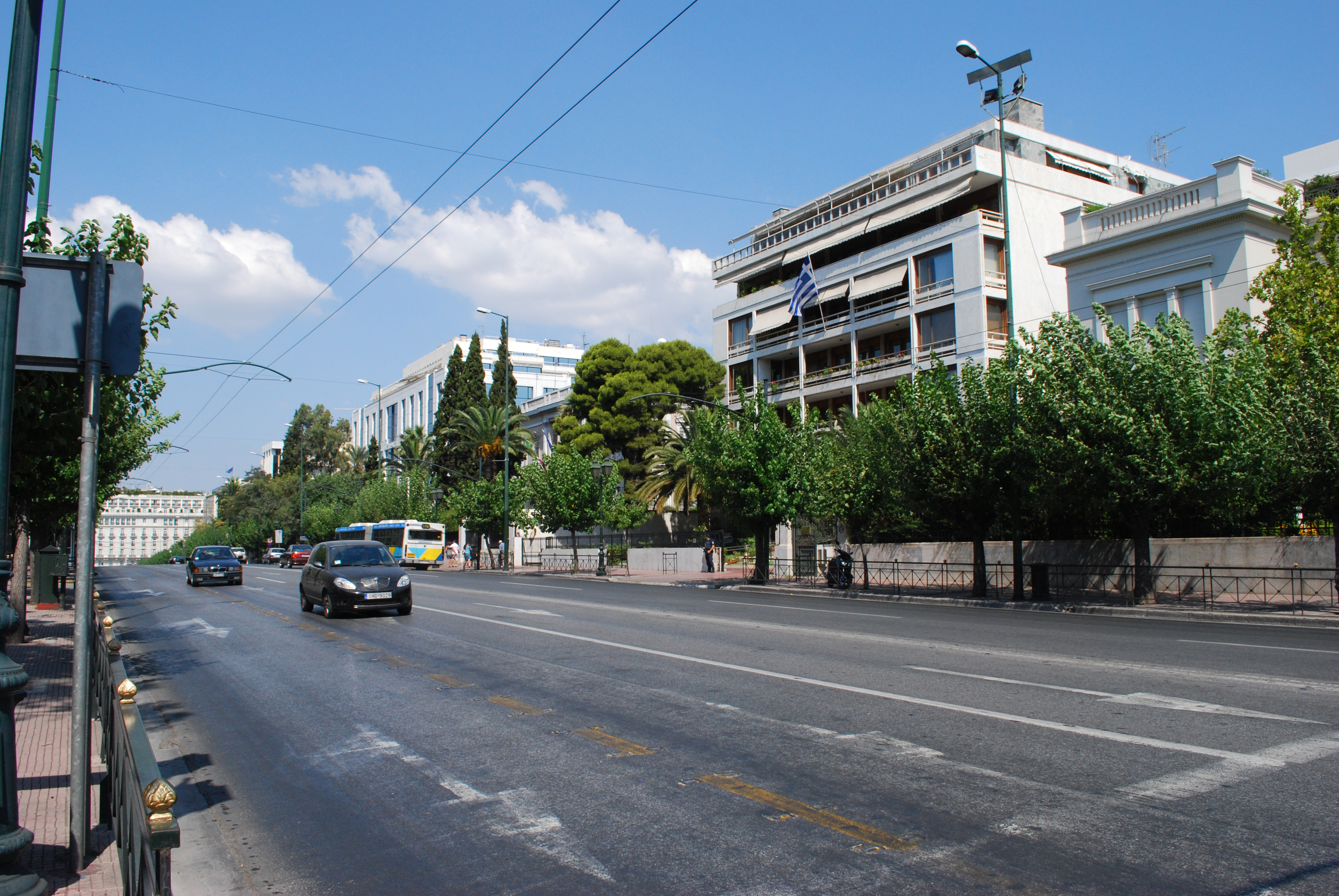
Leoforos Vasilissis Sofias, mit dem Ministerium für Verwaltungsreform und elektronische Behördendienste.

### Bedeutende Bauwerke
Entlang der Straße befinden sich viele bedeutende Gebäude. Neben den bereits erwähnten sind dies: Außenministerium, Ministerium für Verwaltungsreform und elektronische Behördendienste, Staatsdruckerei, Nationales Hellenisches Forschungszentrum, Kriegsmuseum, Benaki-Museum, Nationalgalerie, Megaro Mousikis, Megaro Stathatou (Teil des Museum für kykladische Kunst), Saroglio Megaro, das Hilton-Hotel sowie die Botschaften von Ägypten, Argentinien, Österreich, Dänemark, den Vereinigten Staaten, Litauen, Malta, Norwegen, Portugal und Chile sowie die Krankenhäuser Areteio-Krankenhaus, Alexandra-Krankenhaus und Hippokrates-Krankenhaus.